# Качин, Герман Николаевич
Ге́рман Никола́евич Ка́чин (29 ноября 1938, Казань — 13 июля 1996, Москва) — советский и российский актёр театра и кино, заслуженный артист Российской Федерации (1993).

## Биография
Родился в городе Казань 29 ноября 1938 года. Отец погиб на фронте в Великую Отечественную войну. Мать играла в оперетте и преподавала в музыкальной школе.
В 1955—1956 годах работал актёром в Казанском драматическом театре.
В 1961 году окончил ВГИК, курс О. И. Пыжовой.
С 1961 по 1993 год работал в Театре-студии киноактёра.
Начинал карьеру с запоминающихся характерных ролей, но постепенно перешёл на эпизоды. Потом, ввиду трудного материального положения, чтобы обеспечить семью, стал соглашаться на любые эпизоды и проходные роли, заниматься дублированием.
К началу 1970-х годов он «заштамповался», всё чаще его персонажи становились безымянными.
В 1990 году Герман Качин исполнил единственную главную роль в своей карьере — служителя питомника Степана в фильме «Живодёр» («След медведя»).
Ушёл из жизни 13 июля 1996 года в Москве.
Похоронен на Арском кладбище в Казани.

## Семья
Сын — музыкант Вячеслав Качин.

## Творчество

### Фильмография
- 1958 — Дело «пёстрых» — стиляга, танцующий на вечеринке
- 1960 — Мичман Панин — матрос Епифанцев
- 1961 — Подводная лодка — Стронгфорд
- 1961 — Битва в пути — несознательный рабочий
- 1961 — Казаки — Ванюша
- 1962 — Порожний рейс — Виктор Крюков
- 1963 — Трудные дети — радиокорреспондент
- 1963 — Крыса на подносе — художник-абстракционист
- 1963 — Первый троллейбус — смешливый член бригады
- 1964 — Хоккеисты — навязчивый болельщик
- 1964 — Непрошенная любовь — Пашка-дурачок
- 1964 — Сокровища республики — Осокин
- 1965 — Гибель эскадры — Паллада
- 1965 — Дети Дон Кихота — Сазонов, пациент
- 1965 — Срок истекает на рассвете — эпизод
- 1965 — Хочу верить — гость Гали Наливайко
- 1965 — Чистые пруды — эпизод
- 1965 — От семи до двенадцати, новелла «Чёрный котёнок» — Бычков, вратарь
- 1966 — Я солдат, мама — эпизод
- 1966 — Весёлые расплюевские дни — Ванечка
- 1966 — Дневные звёзды — парень
- 1966 — Душечка — военный
- 1966 — Королевская регата — моряк в порту
- 1966 — Кто вернётся — долюбит — партизан
- 1967 — Три дня Виктора Чернышёва — друг Чернышёва
- 1967 — Доктор Вера — полицай
- 1967 — Крепкий орешек — немецкий офицер
- 1967 — Морские рассказы — Петя Кондратов
- 1967 — Начальник Чукотки — эпизод
- 1967 — Первый курьер — Сашка-уголовник
- 1967 — Таинственный монах — Бунчик
- 1968 — Освобождение — фотограф в батальоне Неустроева
- 1968 — Бриллиантовая рука — журналист в порту
- 1968 — Доживём до понедельника — учитель физкультуры
- 1968 — Зигзаг удачи — молодой грузчик
- 1968 — Щит и меч — курсант Хрящ
- 1969 — Свой — Расторгуев
- 1969 — Мой папа — капитан — Лёшка
- 1969 — Ну и молодёжь! — солдат
- 1970 — Сохранившие огонь — Сердюк
- 1970 — Возвращение «Святого Луки» — сотрудник милиции
- 1970 — Морской характер — Пенохин
- 1970 — На дальней точке — рядовой Валуевич
- 1970 — Один из нас — тренер (в титрах не указан)
- 1970 — Опекун — Костя
- 1970 — Случай с Полыниным — эпизод
- 1971 — Инспектор уголовного розыска — Костя Шевцов
- 1972 — Страдания молодого Геркулесова — эпизод
- 1972 — Инженер Прончатов — потерпевший
- 1972 — Красно солнышко — Паша
- 1973 — Тот, кто меня спас — эпизод
- 1973 — Нейлон 100 % — пассажир автобуса
- 1973 — Сто шагов в облаках — (короткометражный фильм режиссёра А. Косарева) — Санька Прохоров, бригадир
- 1973 — Весёлый калейдоскоп — Пётр (главная роль)
- 1973 — Возле этих окон… — Малый
- 1973 — Сюрприз после смены — эпизод
- 1974 — Кыш и Двапортфеля — проводник собаки-ищейки Дика
- 1975 — Пошехонская старина — повар
- 1975 — Ау-у! (киноальманах) — журналист
- 1975 — Бегство мистера Мак-Кинли — таможенник
- 1975 — Мой дом — театр — Сергей Васильевич Васильев
- 1975 — На ясный огонь — белогвардеец
- 1975 — От зари до зари — посетитель ресторана
- 1976 — Жить по-своему — моряк
- 1977 — Транссибирский экспресс — сотрудник ОГП
- 1977 — Судьба — солдат
- 1978 — Сын чемпиона — кинооператор
- 1978 — Конец императора тайги — Паша Никитин
- 1979 — Шкура белого медведя — Коровкин
- 1979 — Мужчины и женщины — эпизод
- 1980 — Расследование — Оглядин Андрей
- 1980 — Комедия давно минувших дней — мужчина в морской фуражке на улице
- 1980 — Коней на переправе не меняют — корреспондент
- 1980 — Петровка, 38 — Харитонов
- 1980 — Платон мне друг — эпизод
- 1981 — Любовь моя вечная — эпизод
- 1982 — Срочно… Секретно… Губчека — Ситников
- 1982 — 4:0 в пользу Танечки — Евтюхин
- 1982 — Дыня — Вася, водитель ГАЗ-69
- 1982 — Нам здесь жить — Прохор Семёнович Максимов
- 1982 — Просто ужас! — Леонид Николаевич
- 1983 — Кое-что из губернской жизни — Прохор-слуга
- 1983 — Нежный возраст — Александр Павлович Евграфов
- 1984 — Второй раз в Крыму — катерщик
- 1984 — Человек-невидимка — констебль Хикс
- 1984 — Зачем человеку крылья — Ваня Рыча
- 1984 — Песочные часы — шофёр
- 1985 — Третье поколение — эпизод
- 1985 — Грядущему веку — инженер
- 1985 — Право любить — эпизод
- 1988 — Артистка из Грибова — водитель
- 1989 — Мир в другом измерении — эпизод
- 1989 — Казённый дом — эпизод
- 1990 — Овраги — Макар Сафоныч Петров (главная роль)
- 1990 — Живодёр (След медведя) — Степан (главная роль)
- 1991 — Одиссея капитана Блада — эпизод
- 1991 — Вербовщик — эпизод
- 1991 — Виват, гардемарины! — эпизод
- 1991 — Людоед — майор Ткаченко
- 1992 — Устрицы из Лозанны — переводчик
- 1992 — Зачем алиби честному человеку? — Мартюхин
- 1992 — Исполнитель приговора — эпизод
- 1992 — Ка-ка-ду — отчим Саши
- 1993 — Русский бизнес — водитель УАЗика
- 1993 — Отряд «Д» — Дик-контрабандист
- 1993 — Послушай, Феллини! — приятель Вани
- 1999 — Транзит для дьявола — Сергей (вышел на экраны после смерти актёра).

### Озвучивание мультфильмов
- 1974 — Бурёнушка
- 1978 — Барс лесных дорог — петух
- 1978 — Жирафа и очки — енот
- 1978 — Последняя невеста Змея Горыныча — Иван, солдат
- 1978 — Трое из Простоквашино — папа Дяди Фёдора
- 1980 — Волшебная серна — бедняк Хасан
- 1980 — Каникулы в Простоквашино — папа Дяди Фёдора
- 1982 — Лиса Патрикеевна — бык
- 1983 — Неудачники — рыжий кот
- 1983 — Фитиль № 248: «Гвоздь программы» — зритель
- 1984 — Зима в Простоквашино — папа Дяди Фёдора
- 1984 — Фитиль № 271: «Канава» — бульдозерист
- 1985 — Дереза — продавец козы (нет в титрах)
- 1985 — Сказ о Евпатии Коловрате
- 1985 — Фитиль № 272: «Современная сказка» — спекулянт цветами
- 1985 — Фитиль № 273: «Звонарь» — макетчик
- 1986 — Открытое окно — мужские роли
- 1986 — КОАПП. Тайна зелёного острова — бобёр
- 1986 — Снегурята — Вот-это-да
- 1987 — Белая трава — пастух
- 1987 — Исчезатель — Гравер, пожарный (нет в титрах)
- 1987 — Лесные сказки. Фильм второй
- 1987 — КОАПП. Пробег — императорский пингвин
- 1987 — Три лягушонка — Лягушонок в красных плавках
- 1987 — Фитиль № 298: «Волшебный перстень» — Николай Николаевич, ревизор
- 1988 — Возвращение блудного попугая (третий выпуск) — Василий, тракторист и фермер в совхозе «Светлый путь»
- 1988 — Мария, Мирабела в Транзистории
- 1988 — Мы идём искать — хозяин
- 1988 — Седой медведь — охотник
- 1989 — Клетка — Волк / Медведь
- 1989 — Музыкальный магазинчик — сверчок Пан Теофас
- 1989 — Счастливчик
- 1990 — Случаи — читает текст
- 1990 — Фитиль № 341: «Нокаут» — тренер
- 1991 — Mister Пронька — швейцар
- 1991 — После того, как — змей
- 1991 — Фитиль № 347: «Русское чудо» — сельчанин
- 1992 — Слонёнок-турист — кот
- 1993 — Деревенский водевиль — петух Рикардо

### Дублирование фильмов
- 1964 — Золотой гусь (ГДР) — сапожник-глупец Клаус (роль Каспара Айхеля[нем.])

## Признание и награды
- 1993 — Заслуженный артист Российской Федерации[4].